# Swiftia

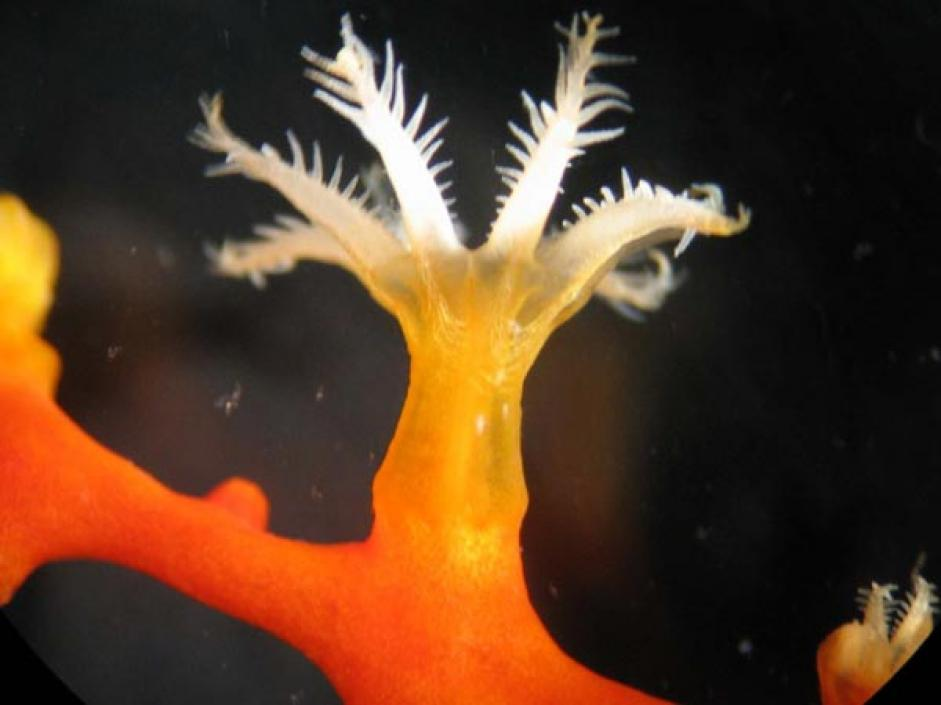

Swiftia (лат.) — род мягких кораллов семейства Plexauridae из подкласса восьмилучевых (Alcyonacea, Octocorallia).

## Распространение и экология
Широко распространены в восточной части Тихого океана — западной Атлантике, северо-восточной Атлантике, северной части Тихого океана и Индо-Тихоокеанском регионе. Большинство видов Swiftia обитает на глубине примерно 70—732 м, а некоторые виды отмечены на глубине 18—30 м и на глубине не менее 1829 м.

## Описание
Колонии кораллов дихотомические, веерообразные, неравномерно перистые, неразветвленные или в основном ветвящиеся в одной или нескольких плоскостях. Цвет варьирует между красным, белым, бежевым, розовым и оранжевым. Ось гибкая. Ветви свободные, редко с анастомозами. Полипы конические, курганообразные, выступающие, разбросанные или сгрудившиеся, бисериально-зигзагообразно распределенные или по всей ветви. На вершине каждой ветви появляются два-три полипа. Коэнанхима имеет два слоя склеритов. Склериты в коэненхиме представлены капстанами, радиатами и веретенами. Терновые звезды в коэненхиме отсутствуют. Склериты полипного бугра сходны со склеритами коэненхимы, тонкие, острые, мелкие, очень бугорчатые веретена и, иногда, слабо выраженные шиповидные чешуйки. Антокодии имеют или не имеют длинные, прямые или изогнутые стержни. Колларет отсутствует или с небольшим количеством стержней. Щупальца с толстыми стержнями или чешуйками.

## Классификация
Известно более 10 видов
- Swiftia borealis  (Kramp, 1930)
- Swiftia comauensis Breedy, Cairns & Haussermann, 2015[5]
- Swiftia dubia  (Thomson, 1929)
- Swiftia exserta  (Ellis & Solander, 1786)
- Swiftia farallonesica Williams & Breedy, 2016[3]
- Swiftia miniata  (Valenciennes, 1855)
- Swiftia phaeton  Sampaio, Beuck & Freiwald, 2022[2]
- Swiftia pourtalesii  Deichmann, 1936[6]
- Swiftia pusilla  (Nutting, 1909)
- Swiftia sahlingi  Breedy et al., 2019[7]
- Swiftia sibogae  (Nutting, 1910)[8]
- Swiftia studeri  (Nutting, 1910)
- Swiftia torreyi (Nutting, 1909)

### Исключённые виды
- Swiftia africana  (Kükenthal, 1919) →Filigorgia angolana (Grasshoff, 1992)
- Swiftia beringi (Nutting, 1912) →Calcigorgia beringi (Nutting, 1912)
- Swiftia casta (Verrill, 1883) →Stenogorgia casta Verrill, 1883
- Swiftia kofoidi (Nutting, 1909) →Callistephanus kofoidi (Nutting, 1909)
- Swiftia koreni (Wright & Studer, 1889) →Callistephanus koreni Wright & Studer, 1889
- Swiftia pacifica (Nutting, 1912) →Callistephanus pacificus Nutting, 1912
- Swiftia pallida Madsen, 1970 →Callistephanus pallida (Madsen, 1970)
- Swiftia rosea (Grieg, 1887) →Callistephanus rosea (Grieg, 1887)
- Swiftia simplex (Nutting, 1909) →Callistephanus simplex (Nutting, 1909)
- Swiftia spauldingi (Nutting, 1909) →Callistephanus spauldingi (Nutting, 1909)